# Palladás
Palladás (řecky Παλλαδᾶς) byl pozdně antický pohanský básník – epigramatik působící na přelomu 4. a 5. století v egyptské Alexandrii v závěru řecko-římské doby. Zpracovával komická či satirická témata ovlivněná Lukilliem; jeho hlavním žánrem je výsměšný epigram. Celkově jsou jeho skladby neseny pesimistickými pocity z doby plné zvratů a ztráty jistot a smutkem nad úpadkem tradičního náboženství oproti v té době už dominujícímu křesťanství.